# Laura Bush
Laura Lane Bush, född Welch den 4 november 1946 i Midland, Texas, är hustru till USA:s tidigare president George W. Bush sedan 5 november 1977 och var USA:s första dam mellan 2001 och 2009. Paret har tvillingdöttrarna Barbara Pierce Bush och Jenna Hager.
Bush är utbildad bibliotekarie.
Som 17-åring missade Bush att stanna vid en stoppskylt, vilket orsakade en jämnårig bekants död. Hon åtalades inte (se även Polisrapporten rörande dödsolyckan).